# Novodonétskaya
Novodonétskaya (del ruso: Новодоне́цкая) es una stanitsa del raión de Výselki del krai de Krasnodar, en Rusia. Está situado a orillas del río Beisuzhok Primero, afluente del Beisug, 17 km al nordeste de Výselki y 95 km al nordeste de Krasnodar, la capital del krai. Tenía 1 805 habitantes en 2010
Pertenece al municipio Beisúgskoye.

## Historia
La localidad fue fundada en 1822.

## Transporte
La estación de ferrocarril más cercana, Bursak, en la línea Tijoretsk-Krasnodar, está en Beisug, 2 km al este.